# Norwegian Boogie
Norwegian Boogie er en sang af Eddie Meduza. Sangen kan findes på singlen "Såssialdemokraterna" fra 1979 og opsamlingsalbummet 21 Värsta!!! fra 1982. Det var også inkluderet på CD-udgaven af Garagetaper fra 2002.
En demooptagelse kaldet "Norska Boggen" er inkluderet på samlealbumet Alla Tiders Fyllekalas Vol. 4 fra 2000.
I Aftonbladet blev "Norwegian Boogie" kåret til Eddie Meduzas syttende bedste sang.

## Tekst
Teksten handler om, at hovedpersonen ikke ønsker at blive kaldt norrman. Du kan gøre hvad som helst, men kald ham ikke norrman.